# Phymatostetha vicina
Phymatostetha vicina är en insektsart som beskrevs av Victor Lallemand 1922. Phymatostetha vicina ingår i släktet Phymatostetha och familjen spottstritar. Inga underarter finns listade i Catalogue of Life.